# Cratere Ivne
Ivne  è un cratere sulla superficie di Venere.